# Anastacia

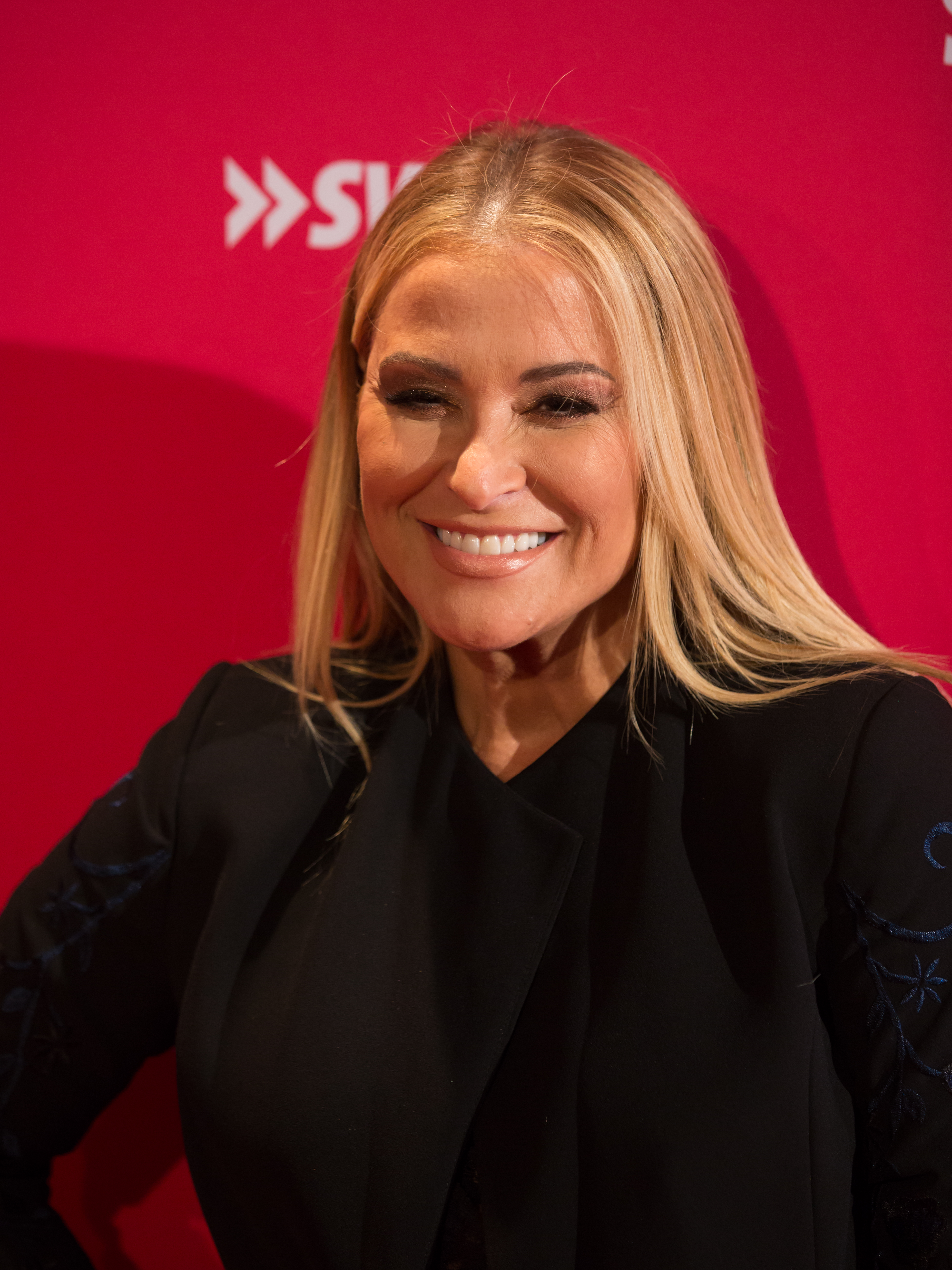
Anastacia (2017)

Anastacia Lyn Newkirk [ænəsˈteɪʒə] (* 17. September 1968 in Chicago) ist eine US-amerikanische Sängerin und Songwriterin.

## Privates
Anastacias Mutter ist die Broadway-Schauspielerin Diane Hurley, ihr Vater war der Sänger Robert Newkirk. Sie hat eine ältere Schwester und einen jüngeren Bruder. Nach der Scheidung ihrer Eltern zog sie mit ihrer Mutter und ihren Geschwistern nach New York City, wo sie zunächst die Professional Children’s School in Manhattan besuchte. Nun leben sie in Denver.
Sie musste aufgrund von Morbus Crohn, einer chronisch-entzündlichen Darmerkrankung, bereits in jungen Jahren mit Einschränkungen umgehen. Ungeachtet dessen entwickelte sie als Jugendliche großes Interesse am Tanz. Engagements als Tänzerin erhielt sie bereits 1988 für die Musikvideos zu Everybody Get Up und Twist and Shout von Salt ’n’ Pepa und später bei Club MTV. Sie begann eine Ausbildung zur Friseurin und jobbte parallel dazu als Studiosängerin für Künstler wie Jamie Foxx und Omar Sosa.
Im Januar 2003 wurde bei Anastacia Brustkrebs diagnostiziert, der mit einer Operation im Februar 2003 und mit Bestrahlungen behandelt wurde. Im April 2007 heiratete sie in Mexiko ihren Leibwächter Wayne Newton. Im April 2010 wurde bekannt, dass sie die Scheidung von Newton eingereicht hat. Bis Ende August 2008 verheimlichte sie ihr wahres Alter, indem sie gegenüber den Medien 1973 als Geburtsjahr angab. Im Februar 2013 sagte sie ihre geplante Europatournee ab, da bei ihr erneut Brustkrebs diagnostiziert worden war. Inzwischen gab sie bekannt, dass sie sich einer beidseitigen Mastektomie unterzogen habe, um einer erneuten Erkrankung vorzubeugen.

## Musikalische Karriere

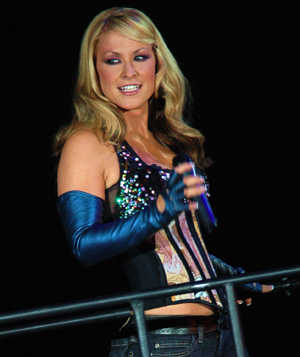
Anastacia (2005)

### Anfänge (bis 1998)
1998 nahm Anastacia am Gesangswettbewerb The Cut des Fernsehsenders MTV teil und schaffte es bis in die Endausscheidung. Obwohl sie die Trophäe nicht gewann, hinterließ ihr Auftritt einen so starken Eindruck, dass auch Major Labels sie unter Vertrag nehmen wollten. Sie entschied sich für Daylight Records, ein Sublabel von SonyMusics Epic Records. Zu Beginn ihrer Karriere fiel sie durch einen Stil auf, mit dem sie sich vom Mainstream der Popkultur absetzte. Als Brillenträgerin verzichtete sie auf Kontaktlinsen und trug verschiedene getönte und nichtgetönte Brillenmodelle. Seit ihrer Krebserkrankung tritt sie meistens ohne Brille vor die Öffentlichkeit.

### ErfolgsalbenNot That Kind,Freak of NatureundAnastacia(2000–2004)
2000 erschien mit Not That Kind ihr erstes Studioalbum. Nicht zuletzt dank des Top-Ten-Hits I’m Outta Love kletterte das Album in Australien, den Niederlanden und der Schweiz auf Platz eins der Albumcharts und verkaufte sich weltweit mehr als fünf Millionen Mal. Weitere, allerdings weniger erfolgreiche Singleauskopplungen waren Not That Kind, Cowboys & Kisses und die limitierte Promosingle Made for Lovin’ You.
Im November 2001 folgte mit Freak of Nature das zweite Album. Es übertraf mit sieben Millionen verkauften Exemplaren den Erfolg des Debütalbums, belegte Platz eins in Deutschland und brachte mit den ersten beiden Auskopplungen Paid My Dues und One Day in Your Life zwei weitere deutsche Top-Ten-Hits hervor. Nach Veröffentlichung der beiden Songs Why’d You Lie to Me und You’ll Never Be Alone steuerte sie mit Boom den offiziellen Titelsong zur Fußball-Weltmeisterschaft in Japan und Südkorea im Jahr 2002 bei, der allerdings nur mäßig erfolgreich war. Anfang 2003 war sie mit Love Is a Crime auf dem Soundtrack zum Kinoerfolg Chicago vertreten.
Nach einer krankheitsbedingten Pause von mehr als einem Jahr kehrte sie 2004 mit dem schlicht nach ihr benannten Album Anastacia ins Musikgeschäft zurück. Das Album – einige Lieder waren während ihres Krankenhausaufenthalts entstanden – bekam allein in Deutschland fünffach Platin verliehen und erreichte Platz eins der deutschen Album-Jahrescharts 2004. Die ersten beiden Auskopplungen Sick and Tired und Left Outside Alone belegten beide Platz zwei in Deutschland und platzierten sich außerdem auf Position 13 und 17 der deutschen Single-Jahrescharts 2004. Nebenbei arbeitete sie 2005 als Moderatorin in der MTV-Castingshow A Cut – der Name ist eine Kombination aus „A(nastacia)“ und „(The) Cut“. Ziel war es, eine Vorgruppe für eines ihrer Deutschlandkonzerte im Sommer desselben Jahres zu finden.
Im Herbst 2004 führte sie ihre erste große Europatournee Live at Last durch. Sie spielte in vielen Ländern in ausverkauften Hallen, unter anderem auch in Deutschland, was dazu führte, dass die Tour im Frühjahr und Sommer 2005 um einige Konzerte verlängert wurde. Im Herbst 2005 veröffentlichte sie ihr erstes Greatest-Hits-Album Pieces of a Dream inklusive des Top-20-Hits Everything Burns (featuring Ben Moody) und der Titelsingle. Die dritte Single-Auskopplung I Belong to You (Il Ritmo Della Passione), ein Duett mit dem italienischen Sänger Eros Ramazzotti, wurde der erste Nummer-eins-Hit der beiden Künstler in Deutschland.

### Weitere Karriere (ab 2008)

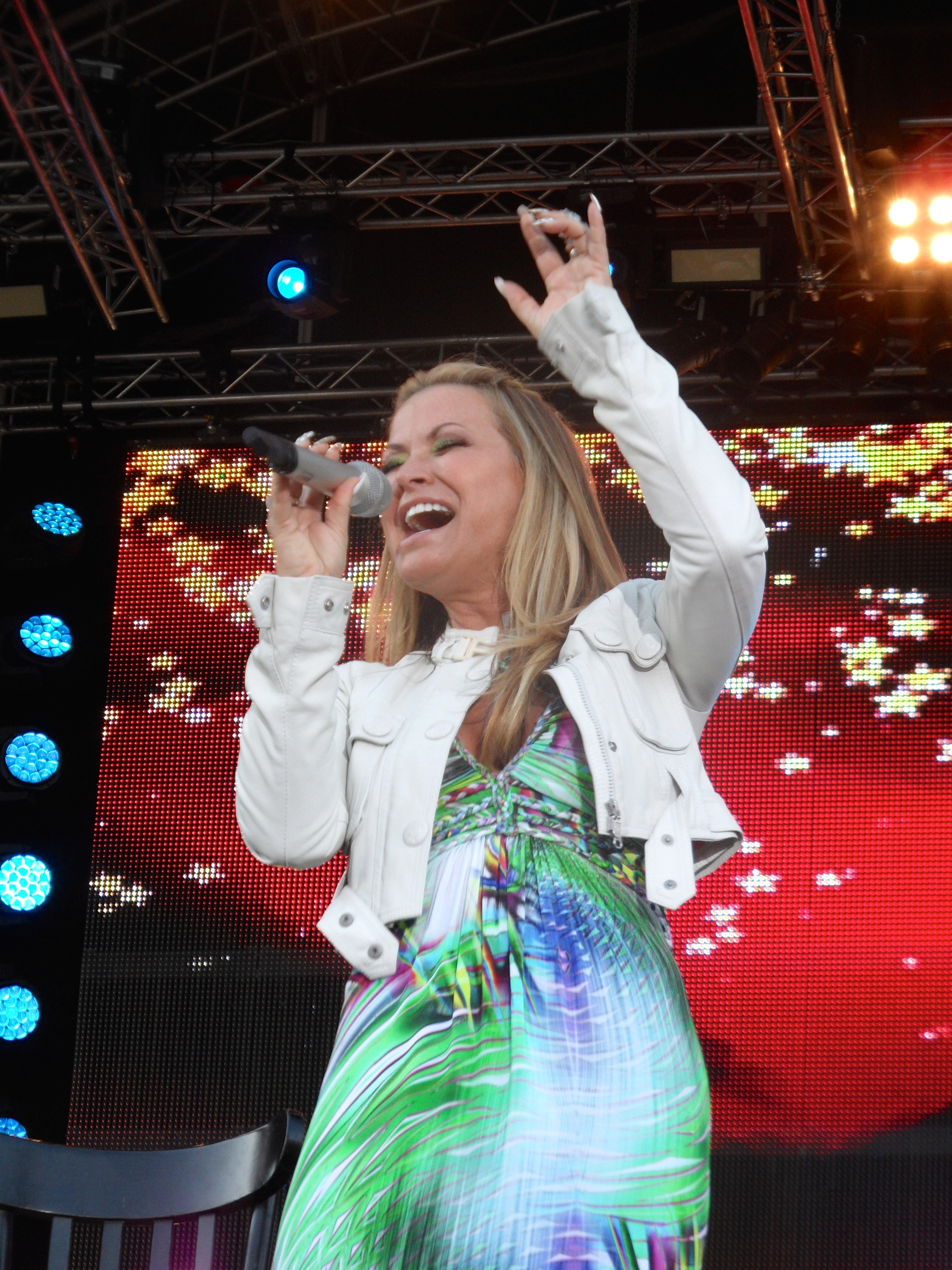
Anastacia (2014)

Nach einer längeren Pause wurde im Oktober 2008 ihr neues Album Heavy Rotation in Deutschland veröffentlicht. Die stilistische Veränderung gegenüber den Vorgängern rief bei den Fans ein geteiltes Echo hervor. Auch blieb die vorab ausgekoppelte Single I Can Feel You mit ihrem Top-30-Einstieg hinter den Erwartungen zurück. Im November 2009 startete Here Come the Girls, eine gemeinsame Tournee durch Großbritannien mit den Sängerinnen Chaka Khan und Lulu. Das Programm enthielt sowohl eigene Hits als auch Coverversionen. Ein Jahr später wurde die Tournee fortgesetzt, diesmal auch mit einem Konzert in Irland. Anstelle von Chaka Khan sang nun Heather Small, die Leadsängerin der Band M People. Im November 2012 veröffentlichte Anastacia mit It’s a Man’s World ein Coveralbum. Darauf coverte sie unter anderem Rock-Klassiker von Led Zeppelin, AC/DC, Guns N’ Roses und den Foo Fighters. Im Dezember 2012 war sie mit Night of the Proms auf Deutschlandtournee.
Im April 2014 veröffentlichte Anastacia mit Stupid Little Things die erste Singleauskopplung aus ihrem nächsten Studioalbum Resurrection (Engl. für Wiederauferstehung), das im Mai 2014 erschien. Das Video zum Song war im Januar 2014 in Kalifornien und Nevada gedreht worden; Regie führte Marcus Sternberg. Das Album erreichte in Großbritannien Platz 9. Im selben Jahr war sie Jury-Mitglied des von RTL ausgestrahlten Gesangswettbewerbs Rising Star. In Italien gelang Anastacia mit dem Album zum sechsten Mal eine Top-Ten-Platzierung, in UK zum fünften Mal. Sowohl in Deutschland als auch in der Schweiz erreichte es die Top 5. Im April 2014 erhielt sie den deutschen Radio Regenbogen Award für „Charity und Unterhaltung“.
Im November 2015 veröffentlichte sie das Best-of-Album Ultimate Collection. 2016 veröffentlichte sie das Tour-Live-Album A 4 App. Im September 2017 veröffentlichte sie ihr siebtes Studioalbum mit dem Titel Evolution. Als Singleauskopplung wurde Caught in the Middle im Juli 2017 veröffentlicht. Im September 2023 erschien das Album Our Songs, auf dem sie Hits deutscher Musiker auf Englisch singt.

### Fehlender Durchbruch in den USA
Obwohl Anastacia in den USA geboren wurde, ist ihr dort der große Durchbruch bislang nicht gelungen. Die höchste Platzierung erreichte sie mit ihrer Debütsingle I’m Outta Love, die Platz 92 der US-Billboard-Singlecharts belegte.

## Soziales Engagement und Modevertrieb
2003 gründete sie nach ihrer Brustkrebsoperation den Anastacia Fund. Er gehört zur 1993 von Estée Lauder gegründeten Breast Cancer Research Foundation. Sie sagt, sie habe die Stiftung ins Leben gerufen, um anderen Frauen Mut zu machen und um zur Krebsfrüherkennung beizutragen. Sie sammelt regelmäßig Geld für die Organisation, so gingen zum Beispiel die Erlöse der vierten Auskopplung Heavy on My Heart ihres Albums Anastacia dorthin.
Ende 2005 brachte sie eine Charitycollection unter dem Namen Make a Difference beim Modehaus s.Oliver heraus. Die Erlöse gingen an eine Hilfsorganisation zur Unterstützung von Erdbebenopfern in Pakistan. Im Dezember 2006 brachte sie nochmals drei T-Shirts heraus, deren Erlöse an den Anastacia Fund gingen. Im August 2006 kam ihre erste Modelinie unter dem Namen Anastacia by s.Oliver auf den Markt, die maßgeblich von ihr gestaltet wurde und für vier Jahre vertrieben wurde. Der Vertrieb ihrer Parfumserie Anastacia Resurrection wurde 2008 eingestellt.

## Diskografie
Studioalben

| Jahr | Titel Musiklabel                      | Höchstplatzierung, Gesamtwochen, AuszeichnungChartplatzierungen (Jahr, Titel, Musiklabel, Platzierungen, Wochen, Auszeichnungen, Anmerkungen) | Höchstplatzierung, Gesamtwochen, AuszeichnungChartplatzierungen (Jahr, Titel, Musiklabel, Platzierungen, Wochen, Auszeichnungen, Anmerkungen) | Höchstplatzierung, Gesamtwochen, AuszeichnungChartplatzierungen (Jahr, Titel, Musiklabel, Platzierungen, Wochen, Auszeichnungen, Anmerkungen) | Höchstplatzierung, Gesamtwochen, AuszeichnungChartplatzierungen (Jahr, Titel, Musiklabel, Platzierungen, Wochen, Auszeichnungen, Anmerkungen) | Höchstplatzierung, Gesamtwochen, AuszeichnungChartplatzierungen (Jahr, Titel, Musiklabel, Platzierungen, Wochen, Auszeichnungen, Anmerkungen) | Anmerkungen                              |
| Jahr | Titel Musiklabel                      | DE | AT | CH | UK | US | Anmerkungen                              |
| ---- | ------------------------------------- | --- | --- | --- | --- | --- | ---------------------------------------- |
| 2000 | Not That Kind Epic Records (Sony)     | DE2 ×5Fünffachgold · (84 Wo.)DE | AT3 Platin · (81 Wo.)AT | CH1 ×3Dreifachplatin · (89 Wo.)CH | UK2 ×3Dreifachplatin · (93 Wo.)UK | US168 (4 Wo.)US | Erstveröffentlichung: 16. Juni 2000      |
| 2001 | Freak of Nature Epic Records (Sony)   | DE1 ×3Dreifachplatin · (57 Wo.)DE | AT2 Platin · (56 Wo.)AT | CH1 ×5Fünffachplatin · (44 Wo.)CH | UK4 ×3Dreifachplatin · (51 Wo.)UK | US27 (13 Wo.)US | Erstveröffentlichung: 26. November 2001  |
| 2004 | Anastacia Epic Records (Sony)         | DE1 ×4Vierfachplatin · (73 Wo.)DE | AT1 ×2Doppelplatin · (56 Wo.)AT | CH1 ×3Dreifachplatin · (62 Wo.)CH | UK1 ×4Vierfachplatin · (54 Wo.)UK | — | Erstveröffentlichung: 29. März 2004      |
| 2008 | Heavy Rotation Mercury Records (UMG)  | DE13 (10 Wo.)DE | AT6 (8 Wo.)AT | CH3 Gold · (11 Wo.)CH | UK17 (4 Wo.)UK | — | Erstveröffentlichung: 24. Oktober 2008   |
| 2012 | It’s a Man’s World Selbstverlag (BMG) | DE16 (5 Wo.)DE | AT14 (7 Wo.)AT | CH16 (7 Wo.)CH | — | — | Erstveröffentlichung: 9. November 2012   |
| 2014 | Resurrection Selbstverlag (BMG)       | DE5 (12 Wo.)DE | AT11 (5 Wo.)AT | CH5 (13 Wo.)CH | UK9 (3 Wo.)UK | — | Erstveröffentlichung: 5. Mai 2014        |
| 2017 | Evolution Four Eyez Productions (BMG) | DE12 (6 Wo.)DE | AT15 (2 Wo.)AT | CH10 (9 Wo.)CH | — | — | Erstveröffentlichung: 15. September 2017 |
| 2023 | Our Songs Edel (Edel)                 | DE2 (15 Wo.)DE | AT5 (7 Wo.)AT | CH8 (7 Wo.)CH | — | — | Erstveröffentlichung: 22. September 2023 |

## Auszeichnungen
2000

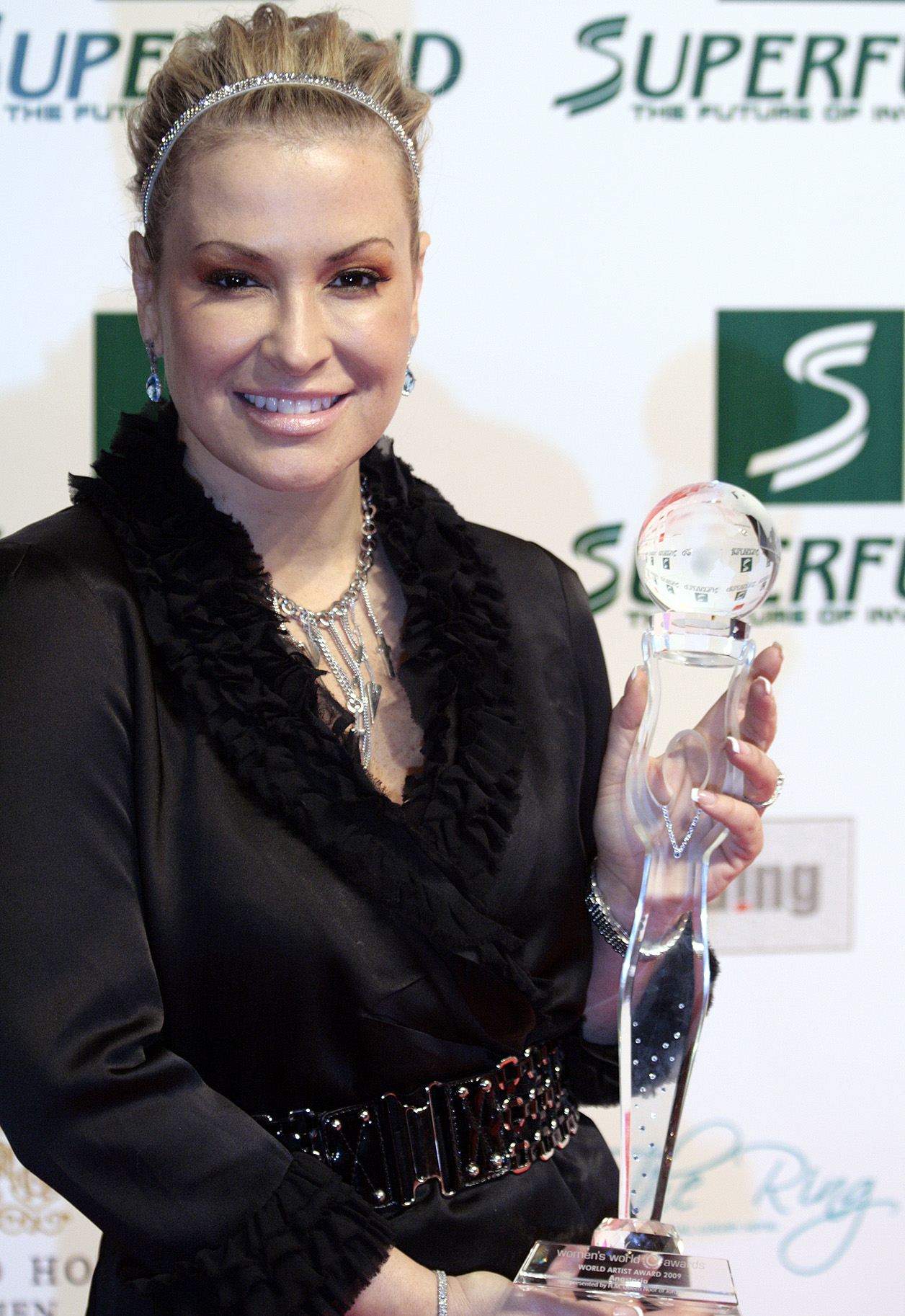
Anastacia bei den Women’s World Awards 2009

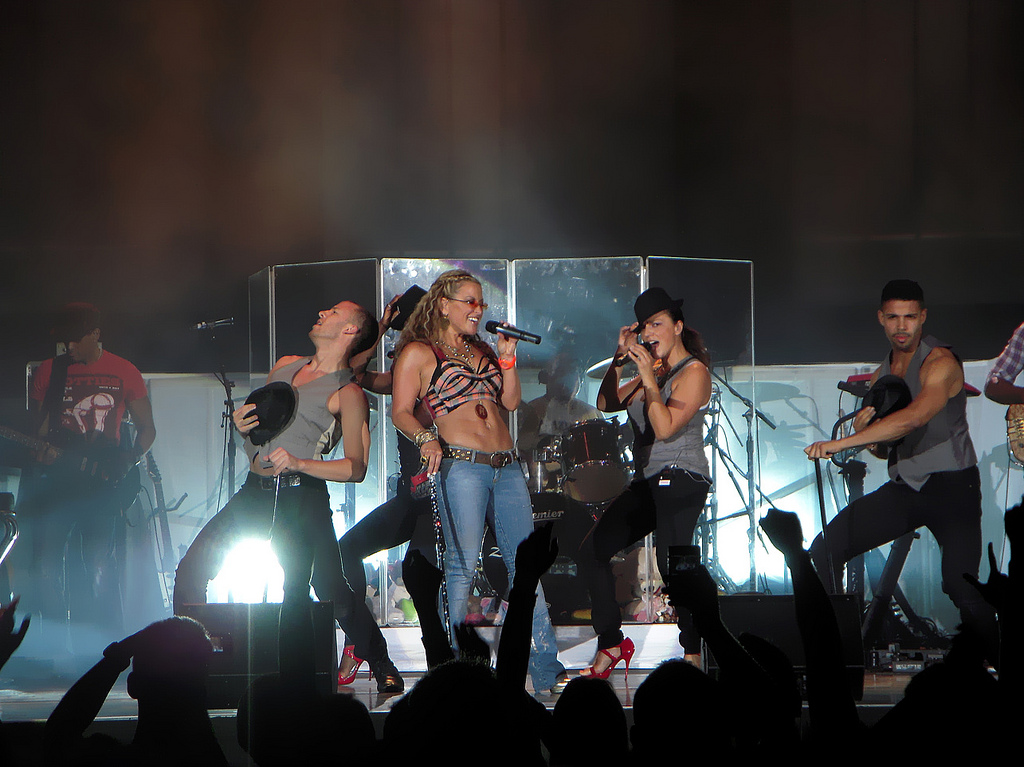
Heavy Rotation Tour, 2009

- Best Female – Italian Music Awards
- Best International Female – M6 Awards
- Best New Female – World Music Awards
- Best Newcomer – MTV Europe Music Awards
- Beste Newcomerin – Goldene Europa
- Künstlerin des Jahres – Goldene Europa

2001
- Newcomer des Jahres international – ECHO
- Best Pop – MTV European Music Award
- Best Newcomer – NRJ Music Award
- Best Newcomer – World Wide Music Award
- Best Single: I´m Outta Love – TMF Award
- Most Promising Act – TMF Award
- International Song of the Year – NRJ Music Award
- Artist International – Amadeus Austrian Music Award
- Beste internationale Newcomerin – Goldene Europa

2002
- Best Pop Act International – Comet
- Best Female Singer International – TMF Award
- Best Female International Artist – Edison Award
- Best Music International – Bambi
- Best International Pop Artist – Goldene Kamera

2004
- Best Female Singer International – Nordic Music Award
- Best Singer International – TMF Award
- Best Singer Pop – TMF Award
- „Woman of the Year“ – Maxim Award
- Best International Female Artist – Noordzee FM Award
- Best International Female Artist – Echo Awards

2005
- Best Non-Swedish Album – Rockbjörnen Award
- Best Non-Swedish Artist – Rockbjörnen Award
- Best Female Artist – NRJ Radio Award
- Best Pop – NRJ Radio Award
- Best Song: Left Outside Alone – NRJ Radio Award
- „Der Deutsche Musikpreis“ – DIVA-Award
- Beste Künstlerin Rock/Pop International – ECHO
- Best Female Artist International – TMF Awards

2009
- „World Artist Award“ – Women’s World Award

2013
- „Humanitarian Award“ – GQ Men of The Year Awards
- Ehrenpreis des Deutschen Nachhaltigkeitspreises

2014
- „Humanitarian Award“ – Radio Regenbogen Award